# Margit Abenius
Margareta "Margit" Ulrika Abenius, född 14 juli 1899 i Orsa församling, Kopparbergs län, död 3 augusti 1970 i Uppsala domkyrkoförsamling, Uppsala län, var en svensk litteraturkritiker, forskare och författare. 
Abenius är bland annat känd för sin biografi över Karin Boye, Drabbad av renhet (1950). Hon var en framstående litteraturforskare och en av sin tids viktigaste kritikerröster från tidigt 1930-tal och fram till sin död. Hon var även verksam som essäist och översättare samt medlem i Samfundet De Nio.

## Biografi

### Tidiga år och studier
Margit Abenius föddes 1899 i en bildad medelklassmiljö. Hon var det äldsta av fyra barn till Maria Ulrika Abenius, född Westholm, och kemisten Per Wilhelm Abenius. Hennes syskon var läkarstuderande Sigurd Abenius, keramikern Ingrid Abenius (gift Triller) och bergsingenjören Håkan Abenius.
Fadern tillhörde den yngre grenen av släkten Abenius som i sin helhet härstammar från Bärsta i Kolbäcks socken i Västmanland. Under Margit Abenius första levnadsår bodde familjen i Borås och från 1915 i Örebro, där fadern hade blivit rektor för Örebro tekniska elementarskola. Från modern, som var dotter till en kontraktsprost och på mödernet hörde till den västmanländska släkten Ericsson (Laxbro-Ramsbergsbrukssläkten), fick Margit Abenius mycket tidigt i livet ett genuint intresse för poesi, folkvisor och muntligt berättande.
Ett starkt litteraturintresse präglade familjen Abenius vardag. Tack vare fadern, som var docent i kemi, läroverksadjunkt och författare till ett flertal läroböcker, formades hennes studieambitioner tidigt. Under skoltiden tog hon ett djupt intryck av sin kristendomslärare, teologen och psalmdiktaren Emil Liedgren. I likhet med många andra unga kvinnor ur den tidens bildade medelklass sökte hon manliga förebilder bland sina lärare samt bland den tidens forskare och författare. Hon visade litet intresse för samtida kvinnliga författarskap och för de kvinnliga förebilder som i början av 1900-talet redan fanns i offentligheten.
Efter examen från Risbergska skolan i Örebro antogs Abenius hösten 1917 till det treåriga och för sin tid progressiva privatgymnasiet Upsala enskilda läroverk, allmänt känt som "Skrapan". Förutom latin och grekiska omfattade undervisningen även engelska. I modersmål och engelska undervisades hon av den blivande språkforskaren Olof Gjerdman, vars intresse för stilistik och fonetik kom att bli avgörande för hennes val av fortsatta studier. Gjerdmans inflytande över Abenius intellektuella och personliga utveckling sträckte sig långt utöver förhållandet mellan lärare och elev. Under hennes studietid utvecklades deras förhållande till en kärleksrelation som aldrig blev offentlig men bestod fram till Gjerdmans död 1965.
Abenius tog studentexamen våren 1919. På hösten samma år skrev hon in sig vid Uppsala universitet, men påbörjade sina studier först hösten 1920. De perioder av svår sömnlöshet och nedstämdhet som skulle bli början på hennes kamp mot en livslång depression hade börjat under läroverkstiden. Redan hösten 1919 krävde hennes hälsa långvarig vila och ett uppehåll i studiearbetet.

### Forskning och tidigt skrivande
Abenius tog intryck av den stilforskning som på 1920-talet var på frammarsch och som hade sin främsta förespråkare i Bengt Hesselman, professor i nordiska språk och senare ledamot av Svenska Akademien. Hesselman uppmuntrade Abenius till fortsatta forskarstudier. År 1923, 1928 respektive 1930 publicerade hon artiklar om verslära och stilistik i Nysvenska studier.
Efter magisterexamen i nordiska språk, engelska och litteraturhistoria 1925 och licentiatexamen i nordiska språk 1928 inriktades Abenius forskning på Johan Henric Kellgren, vilket 1931 resulterade i doktorsavhandlingen Stilstudier i Kellgrens prosa. Med utgångspunkt från Hesselman behandlade hon i sin avhandling ordvalet, åskådligheten och satsrytmen hos Kellgren. Även som litteraturkritiker beaktade hon stilen, men främst intresserade hon sig för de psykologiska och konstnärliga värdena hos ett diktverk. Hon sökte sig helst till litteratur som väckte hennes sympati. Således behandlade Abenius nästan genomgående moderna författare, både svenska och utländska, framför allt anglosaxiska, och hon dröjde med förkärlek vid kvinnliga diktare som Emily Dickinson, Virginia Woolf, Cora Sandel och Karin Boye.
Redan under forskartiden började Abenius publicera litteraturartiklar i den kristna tidskriften Vår Lösen (utgiven 1909–2000), som hon skulle medverka i fram till 1967. Hennes första bidrag, en recension av Klara Johansons Det speglade livet, 1927, blev början på en innerlig vänskap mellan Margit Abenius och Klara Johanson, känd som K J. Deras möten och korrespondens ger en bild av ett litterärt mentorskap från Johansons sida.
Under studietiden blev Abenius, genom medlemskapet i samma studentmatlag, nära bekant med Karin Boye. Kontakten dem emellan bestod även efter studierna och var också ett av motiven till att hon tog sig an arbetet med Karin Boyes litterära eftermäle efter dennas död 1941.

### Skrivande utanför universitetet
Efter disputationen 1931 lämnade Abenius universitetet. Under några år arbetade hon vid Svenska ortnamnsarkivet i Uppsala. Från tidigt 1930-tal och framåt ägnade hon sig åt litteraturkritik, essäistik och kulturförmedling med enstaka översättaruppdrag. Redan år 1931 höll hon också några föredrag i radio, däribland en föredragsserie med titeln ”Barnet i svensk dikt”. I dagspress debuterade hon år 1932 med några längre litteraturartiklar i Göteborgs Handels- och Sjöfarts-Tidning. Från och med 1933 var hon stående medarbetare i Bonniers Litterära Magasin, grundat 1932. Samarbetet varade fram till 1962 och bestod av såväl recensioner av som essäer om både svenska och utländska författarskap. Mellan 1933 och 1964 medverkade hon även i Ord och Bild.
Mest känd för en bred publik blev hon tack vare sina litteraturkrönikor i radio åren 1933–67, där hennes karaktäristiska mörka stämma i förening med intellektuell humor, integritet och förmåga att förmedla litteraturanalyser till en bred publik snabbt gjorde henne allmänt känd. I krönikorna recenserade hon huvudsakligen prosa, och mer sällan lyrik. Abenius blev tidigt en folkbildare genom offentliga föredrag och tal på kulturföreningar.
Uppdraget i radion ledde till att hon 1944 erbjöds att leda en lokal läsecirkel i Uppsala, under hennes ordförandetid benämnd Yrkeskvinnors klubbs litterära cirkel, ett uppdrag som hon med stort engagemang och med mycket högt ställda kvalitetsambitioner ledde fram till sin död 1970. I hemstaden Uppsala ingick hon även i en nära sammansvetsad intellektuell bekantskapskrets tillsammans med bland annat filosofen och religionskritikern Ingemar Hedenius, författarparet Knut Jaensson och Tora Dahl, författaren Stina Aronson och bildhuggaren Bror Hjorth.
Under 1940-talet inriktade sig Abenius alltmer på en litterär och essäistisk produktion. År 1944 gav hon ut 20 av sina tidigare publicerade essäer och litteraturartiklar i samlingen Kontakter, vilket befäste hennes position som en av 1940-talets viktigaste kritikerröster. År 1947 fick hon en egen artikel i Svensk uppslagsbok och hon omnämndes av Sven Stolpe som en av samtidens bästa kritiker i Svensk yrkeskvinna 1950. Samtidigt verkade hon helt utanför samtidens litterära rörelser – och för den delen även politiska och religiösa sådana – och räknades redan på 1940-talet till en äldre kritikergeneration samtidigt som hon i många avseenden var före sin tid, något som Anette Arnell har påpekat gav Abenius ”en sorts dubbel hemlöshet”.

### Boye och Weil
Abenius arbete med Karin Boyes litterära eftermäle inleddes redan 1942 med den tillsammans med Olof Lagercrantz redigerade antologin Karin Boye: minnen och studier. Hon redigerade och kommenterade även Karin Boyes Samlade skrifter i totalt elva band, 1947–1949, detta under arbetet med sin Boyebiografi Drabbad av renhet: en bok om Karin Boyes liv och diktning, 1950. Under de följande åren utkom den i ytterligare två upplagor, och 1965 följde en ny utgåva, endast betitlad Karin Boye.
Biografin mottogs mycket positivt, och den kom i decennier att påverka inte bara den allmänna bilden av Karin Boyes författarskap utan även synen på biografiskrivandet. Kritiska röster och polemik saknades dock inte, och med tiden har inte minst Abenius bild av Karin Boyes personlighet och hennes konservativa sätt att skriva om Karin Boyes homosexualitet rönt stark kritik.
Från tidigt 1950-tal arbetade Abenius med att introducera den franska filosofen Simone Weil i Sverige. Efter en essä och en egen översättning av fragment ur Simone Weils ”Tankar” i BLM 1951:7, översatte och kommenterade hon Weils La Pesanteur et la grâce (1947) till svenska (Tyngden och nåden, 1954). Under 1950-talet ägnade hon sig bland annat genom en intensiv föredragsverksamhet åt att popularisera Weils författarskap. År 1956 kom hennes essä ”Varför är den goda dum?” i BLM, och år 1961 gav hon ut ett kommenterat urval av Weils brev och essäer, denna gång i samarbete med översättaren Karin Stolpe (Personen och det heliga: essäer och brev). Abenius syn på Weil som kristen tänkare ledde åren 1954–1958 till en skarp ideologisk polemik mellan henne och de tidigare vännerna Hedenius och paret Jaensson-Dahl.

### Politisk hållning och senare år
Sedan sent 1930-tal var Abenius i lika hög grad uttalad antinazist som antikommunist. Fram till sin död förblev hon en orubblig och aktiv kritiker av Sovjetunionen och av kommunismens svenska sympatisörer. På 1940-talet engagerade hon sig i lettiska flyktingars situation i Sverige. Under samma decennium blev hon som intellektuell mer uttalat kristen.
I sin litteraturkritik var hon tydligt inriktad på estetiska kvaliteter i det litterära verket och på skildringar av människans inre, snarare än av samhällsdebatt. I samtida dagspress där hennes arbete och jämna födelsedagar uppmärksammades beskrevs hon ofta som en lärd, inåtvänd, stillsam och metodisk granskare, som tillhörande ett ”litteraturens klosterfolk /…/ som i skymundan utför ett krävande arbete i odlingens tjänst”. Oavsett sina kontakter med ett flertal av det tidiga 1900-talets främsta kvinnosakskvinnor och rösträttsaktivister bekände Abenius sig aldrig till den tidens kvinnorörelse.
Under åren 1949–1969 var Abenius ledamot i Samfundet De Nio (stol 6). År 1963 summerade hon sitt liv och sin kritikergärning i Memoarer från det inre, som fick ett varmt mottagande i kulturpressen. Två år senare mottog hon det då nyinstiftade Birger Sjöberg-priset.

### Sista tid och eftermäle
Från och med 1960-talet tystnade hon alltmer som kritiker i kulturpressen. Minnesorden i samband med Abenius bortgång 1970 lyfte fram såväl hennes lyhördhet för skönlitteraturens olika sätt att skildra den mänskliga existensens villkor som hennes forskarmässiga intresse för den skönlitterära textens språk och stil.
Även om hennes bidrag till Boyeforskningen idag är kraftigt omvärderat och trots att hon aldrig kom att gå i bräschen för nya strömningar, har Abenius gärning lämnat ett starkt avtryck på 1900-talets svenska litteraturkritik. Hennes huvudsakliga uppdrag var att förmedla skönlitteratur och det lyhörda läsandets konst till en bred publik.

## Privatliv
Margit Abenius förblev ogift. Hon ägnade mycket av sin tid åt umgänget med brodern Håkan Abenius och hans familj samt åt att främja systern Ingrid Trillers och dennas make Erichs verk som keramiker i Tobo i Uppland.